# 弗拉斯季米尔·普拉武哈
弗拉斯季米尔·普拉武哈（1968年11月6日—），斯洛伐克男子冰球运动员。他曾代表斯洛伐克参加1994年和1998年冬季奥林匹克运动会冰球比赛，分别获得第六名和第十名。